# Młodzi zakochani
Młodzi zakochani (ros. Молодые) – radziecki film z 1971 roku w reżyserii Nikołaja Moskalenko. Scenariusz opracowano na motywach powieści Aleksandra Andriejewa.

## Obsada
- Jewgienij Kindinow jako Aleksiej Nikołajew
- Lubow Niefiedowa jako Żenia (głos Galina Polskich)
- Ałła Łarionowa jako matka Żeni
- Nonna Mordiukowa jako Daria Wasiliewna
- Armen Dżigarchanian jako Piotr
- Władimir Tichonow jako Wadim
- Wiaczesław Niewinny jako Siemion Nikołajew
- Aleksandr Chanow jako ojciec Aleksieja i Siemiona
- Leonid Kurawlow jako przyszły lokator
- Galina Krawczenko

## Fabuła
Historia miłości studentki Żeni, córki generała, do młodego brygadzisty, Aleksieja, dla którego zerwała z narzeczonym i przeniosła się do hotelu robotniczego.

## Nagrody
- 1972: Pierwsza nagroda ("Nagroda Młodzieży") na Festiwalu Sztuki Współczesnej Krajów Socjalistycznych w Karlowych Warach.